# Weimar (Lahn)
Weimar település Németországban, Hessen tartományban. Lakosainak száma 7237 fő (2023. december 31.). Weimar Marburg, Ebsdorfergrund, Fronhausen, Lohra és Gladenbach községekkel határos.

## Népesség
A település népességének változása:
| Lakosok száma | 7055 | 7114 | 7167 | 7231 | 7237 |
|               | 2017 | 2019 | 2021 | 2022 | 2023 |